# Późniejsza dynastia Tang
Późniejsza dynastia Tang (chiń. upr. 后唐; chiń. trad. 後唐; pinyin Hòu Táng) – krótkotrwała dynastia rządząca częścią Chin w Okresie Pięciu Dynastii i Dziesięciu Królestw, od 923 do 937 roku. Była pierwszą z trzech dynastii rządzonych przez Turków Shatuo. U szczytu potęgi kontrolowała większość północnych Chin.

## Powstanie dynastii
Po upadku Tang w 907 roku rozgorzał spór między jej sukcesorami - Późniejszą dynastią Liang, założoną przez Zhu Wena i państwem Jin założonym przez Li Keyonga na terenie dzisiejszej prowincji Shanxi. Rywalizacja ta nie wygasła nawet po śmierci Li Keyonga. Jego syn Li Cunxu kontynuował poszerzanie granic Jin kosztem ziem późniejszej dynastii Liang. Zarówno Li Keyong jak i Li Cunxu byli Turkami Shatuo, koczownikami zamieszkującymi północny step. Pochodzenie ułatwiło im zawarcie sojuszu z innymi koczownikami, takimi jak Kitanowie, co zwiększało przewagę Jin nad konkurentami i okazało się kluczem do sukcesu w ostatecznym zwycięstwie. Późniejsza dynastia Liang została pokonana przez Li Cunxu w roku 923. Władca Jin ogłosił wówczas restaurację dynastii Tang i przyjął tytuł cesarza. Jednym z symbolów restauracji, której dynastia założona przez Turków Shatuo zawdzięcza swoją nazwę, było przeniesienie stolicy do Luoyang, które za czasów Dynastii Tang pełniło taką samą funkcję.

## Rządy
Podobnie jak i pozostałe Pięć Dynastii, późniejsza Tang nie rządziła zbyt długo i utrzymała się przy władzy zaledwie 13 lat. Li Cunxu, panujący pod imieniem Zhuangzong, zginął już w 926 roku, podczas buntu wojska, zaledwie trzy lata po założeniu dynastii. Jego następcą został Li Siyuan, adoptowany syn Li Keyonga. W tym czasie jednak pogorszeniu uległy stosunki z Kitanami i doszło do wybuchu walk między władcą a pretendentami do tronu. Krwawe boje toczyły się przez następną dekadę, do 937 roku, kiedy to Shi Jingtang, zięć Li Siyuana, przy pomocy Kitanów zdobył stolicę i ogłosił się władcą, zakładając tym samym Późniejszą dynastię Jin.

## Terytoria
Późniejsza dynastia Tang u szczytu swoich sił kontrolowała znacznie więcej terenów niż Późniejsza dynastia Liang. Władzą obejmowała nie tylko całe północne Chiny, ale także swoje rdzenne Shanxi. Opanowała również tereny wokół Pekinu i Shaanxi, które nie były całkowicie pod kontrolą Późniejszych Liang. Największy zasięg terytorialny państwo Późniejszych Tang osiągnęło w 925 roku kiedy podbiło ziemie dawnego Shu znajdujące się w dzisiejszym Syczuanie. Następnie z powodów walk wewnętrznych i kitańskich interwencji siła Późniejszych Tang osłabła.

## Znaczenie
Znaczenie Późniejszej dynastii Tang w dziejach chińskich jest znacznie większe niż sugerowałby jej krótki okres istnienia. Była to bowiem pierwsza, od czasów Północnych Dynastii Xianbei, próba rządzenia Chinami przez obce plemiona. Późniejsza Dynastia Tang była pierwszą z trzech zakładanych przez Turków Shatuo na terenie Chin, poprzez które kontrolowali oni kraj i Chińczyków. Podobnie będą później postępować inne ludy najeżdżające Chiny - choćby Mongołowie czy Mandżurowie.

## Władcy
1. Li Cunxu (李存勗) panował w latach 923-926
2. Li Siyuan (李嗣源) panował w latach 926-933
3. Li Conghou (李從厚) panował w latach 933-934
4. Li Congke (李從珂) panował w latach 934-937